# RhB ABe 8/12

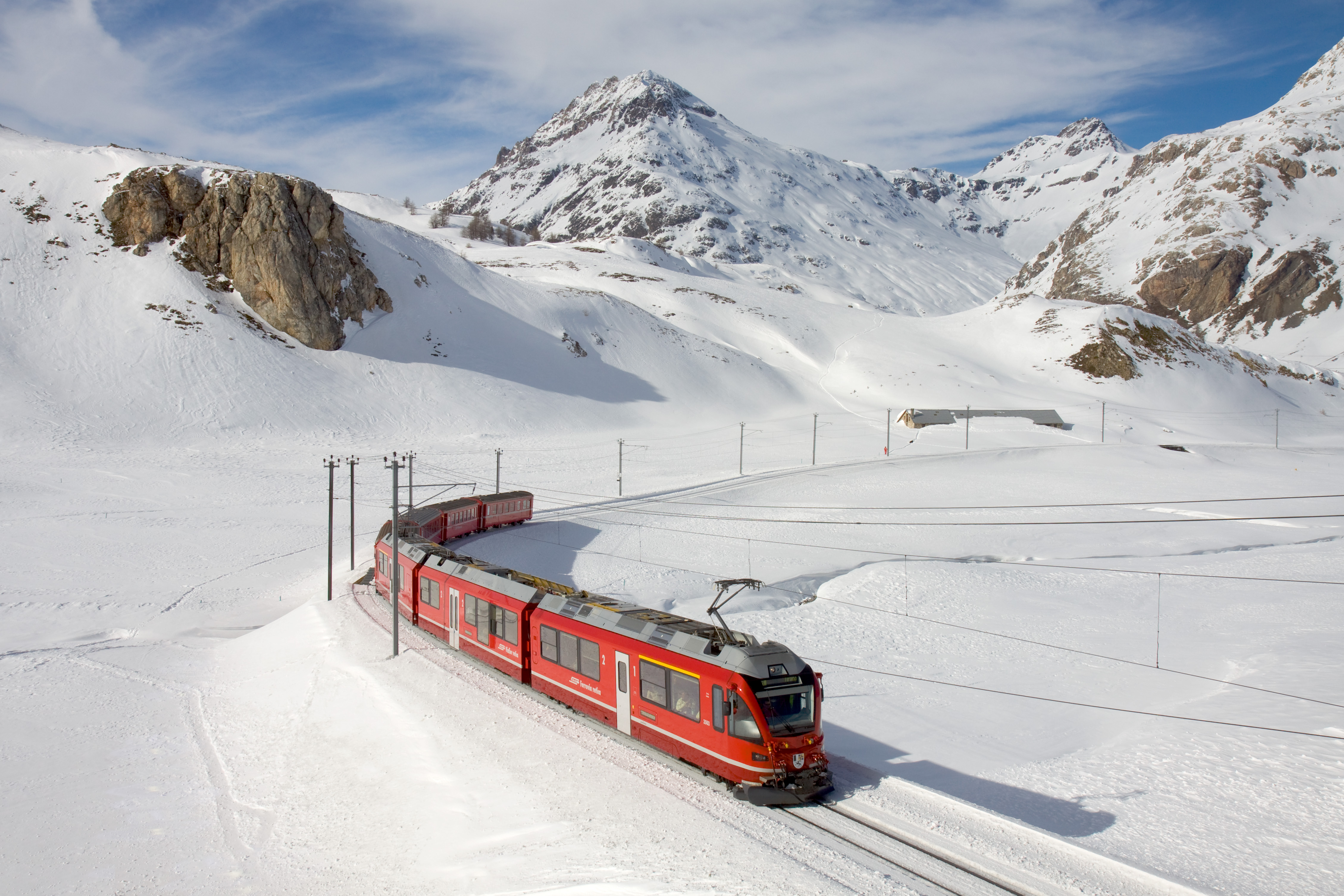
RhB ABe 8-12 Allegra Lagalb és Ospizio Bernina között

Az RhB ABe 8/12 egy kétáramnemű (11 kV AC és 1 kV DC) villamosmotorvonat-sorozat, a svájci Stadler Rail Allegra típuscsaládjának tagja. Összesen 15 db készült belőle a Rhätische Bahn (RhB) számára.
A járműveket az RhB a 2010-es menetrendtől üzemelteti az 1000 V-os egyenárammal villamosított Bernina-vasúton és 11 kV-os váltakozóáramú törzshálózatán, például az Albula-vasúton, a Chur–Arosa-vasútvonalon, valamint a Landquart–Davos Platz-vasútvonalon.
A vezetőfülke mögött vonzó kilátás nyílik a pályára. A vonat közepén van egy tágas alacsony padlós terület, amely a mozgáskorlátozott utasok számára biztosít kényelmes utazást. A motorvonat alkalmas hagyományos személy- és teherkocsik korlátozott továbbítására is. Az RhB ABe TW II sorozatú motorkocsikat váltja le fokozatosan 2010 végétől.

## Sebességrekord
2010. december 20-án egy RhB ABe 8/12 sorozatú motorvonat elérte a 145 km/h sebességet, mely egy új sebességrekord a méteres nyomtávú vonatok között.